# Síndrome medular central
A síndrome medular central é um conjunto de sintomas causado por uma lesão medular ocorrida na região central da medula espinhal. Geralmente ocorre na região cervical. Produz reduzida sensação sacral e maior enfraquecimento dos membros superiores do que nos inferiores.
É mais comum ocorrer em pessoas idosas com artrite cervical e também pode ocorrer na ausência de fratura cervical.

## Epidemiologia
É a mais comum lesão incompleta da medula espinhal. Ela contabiliza por aproximadamente 9% de todas as lesões traumáticas da medula espinhal. A síndrome afeta predominantemente mais homens do que mulheres, de modo semelhante às outras lesões da medula espinhal.

## Apresentação
A síndrome é caracterizada por déficit motor desproporcionalmente maior nas extremidades superiores do que nas extremidades inferiores, disfunções da bexiga urinária (retenção urinária) e diferentes graus de perda sensorial abaixo do nível da lesão.

## Causas
A síndrome medular central ocorre mais frequentemente após uma lesão por hiperextensão em um indivíduo com espondilose cervical de longo prazo. Historicamente têm-se acreditado que a lesão da medula espinhal se origina da concussão ou contusão da medula com estase do fluxo axoplásmico, causando lesão endematosa e não hematomielia destrutiva. Mais recentemente, estudos de autópsia demonstraram que a SMC pode ser causada por sangramento na porção central da medula, significando um prognóstico menos favorável. Estudos também demonstraram que a SMC provavelmente é associada com disrupção nas cornos laterais no nível da lesão da medula espinhal com preservação relativa da substância cinzenta.